# 12714 Alkimos
12714 Alkimos eller 1991 GX1 är en trojansk asteroid i Jupiters lagrangepunkt L4. Den upptäcktes 15 april 1991 av det amerikanska astronom paret Eugene M. och Carolyn S. Shoemaker vid Palomar-observatoriet. Den är uppkallad efter Alkimos, i den grekiska mytologin.
Asteroiden har en diameter på ungefär 48 kilometer.